# Provinz San Antonio
Die Provinz San Antonio ist eine der acht Provinzen der chilenischen Region Valparaíso.

## Gemeinden
Die Provinz besteht aus den folgenden sechs Gemeinden:
| Gemeinde      | Fläche (km²) | Einwohner (2002) |
| ------------- | ------------ | ---------------- |
| Algarrobo     | 175,6        | 8.601            |
| Cartagena     | 245,9        | 16.875           |
| El Quisco     | 50,7         | 9.467            |
| San Antonio   | 404,5        | 87.205           |
| Santo Domingo | 536,1        | 7.418            |
| El Tabo       | 98,8         | 7.028            |